# Turry Peregrin
Turry Peregrin, Tury Peregrin/Peregrín (Budapest, 1887. december 20. – Budapest, 1950. április 10.) zenekari oboista, zeneszerző, középiskolai énektanár, karnagy, a Zeneakadémia tanára.
A magyar cserkészet hivatalos indulójának zeneszerzője (1913).

## Életútja
1903-ban vették fel a Zeneakadémia oboa szakára, a IV. tanévtől (1906–07) mellékszakként zeneszerzést is tanult. Tanulmányait 1911-ben, oklevél nélkül fejezte be. Már 1909-től hegedült [!] az Országos Szimfóniai Zenekarban, majd a megnyíló Népopera, ill. Városi Színház orkeszterében.
1913-ban komponálta Sík Sándor versére (Fiúk fel a fejjel, a harsona zeng) az akkor kezdődő hazai cserkészet hivatalos indulóját. 1916-ban mutatták be a Falu hőse c. szimfonikus költeményét. 1917-ben szerzett énektanári oklevelet, és ebben az évben került be évtizedekre az Operaház zenekarába, és tagja lett a Budapesti Filharmóniai Társaságnak.
Az 1920-as évekől már rendszeresen szerepeltek kompozíciói, főként dalai a budapesti koncerteken. 1920-tól 1937-ig magán-zeneiskolát működtetett. Kerényi Sándor ez utóbbit vitatja.[forrás?]
1929-től az V. kerületi magyar királyi állami Bólyai Főreáliskola ének-zenetanára. 1930-tól Málnai Mihály magániskolájában is óraadóként tanított. Az általa létrehozott gyermekkarral a legnagyobb oratorikus művekben is sikerrel szerepelt. 1932-ben rádiós felolvasósorozatot tartott a fúvós hangszerekről. 1936-tól tanított a Zeneakadémián. Az 1943–44-es tanévre visszatért az ekkor már  a Berzsenyi Dániel Gimnázium nevet viselő Markó utcai intézménybe tanítani.
1948-ban operaházi, 1949-ben zeneakadémiai állásából nyugalmazták. Halálát szívbénulás okozta.
Művei: meseoperák (A bűvös rózsa, 1932: A boldog ember inge, 1935; A bátor királylány, 1935); operett (Kozák lakodalom, 1912); dalok (Sik Sándor, Heltai Jenő stb. verseire); Cserkészinduló (Sik Sándor versére, 1912).